# Torres de Monserrate (Orihuela)
Las Torres de Monserrate, son un conjunto de torreones de la muralla, de origen almohade situadas en la ciudad de Orihuela (España). Se trata de dos torres situadas a las espaldas del Santuario de Nuestra Señora de Monserrate. Se encuentran situadas en la falda del monte de San Miguel, en la calle Torreta.
La desaparecida muralla conectaba estas torres con la Puerta de Murcia (hoy desaparecida) y la muralla interna del Castillo de Orihuela (destruida en el siglo XVIII.
La cronología de las torres en principio se fija en el siglo XII-XIII, siendo de época almohade, aunque no se descarta que su antigüedad fuera mayor, habida cuenta la existencia de una muralla visigoda que protegía el castillo de Teodomiro. Además, por el propio lienzo de la muralla, se encontraba unida a la Torre de Embergoñes, punto de la muralla más a oeste de la ciudad.
El rey Pedro IV el Ceremonioso, mandó, tras la Guerra de los dos Pedros que tuvo a la ciudad en sitio durante doce años, reformar las murallas de la ciudad, por lo que esta reforma afectaría a las torres para reconstruir las partes afectadas por la contienda. Del mismo modo, el rey Felipe II ordenó la restauración de todas las murallas de la ciudad a costa de la Hacienda Real.
El rey Felipe V ordenó la destrucción de la muralla para dejar indefensa a la ciudad, por haber apoyado la causa del Archiduque Carlos, hecho que fue llevado a cabo por el Virrey de Valencia y Murcia, el cardenal Belluga
En el año 2008 fueron restauradas por el Ayuntamiento de Orihuela en una campaña por la recuperación del Patrimonio arquitectónico-militar. En la actualidad, ambas torres poseen la declaración de Bien de interés cultural desde el año 1949.